# Indocalamus sinicus
Indocalamus sinicus là một loài thực vật có hoa trong họ Hòa thảo. Loài này được (Hance) Nakai mô tả khoa học đầu tiên năm 1925.